# Обична хирола
Обична хирола, хирола антилопа или хантерова антилопа (лат. Beatragus hunteri) је врста источноафричких сисара из породице шупљорожаца (Bovidae).

## Распрострањење
Врста има станиште у Сомалији и Кенији.

## Станиште
Станишта врсте су саване и травна вегетација. 

## Угроженост
Ова врста је крајње угрожена и у великој опасности од изумирања.